# Biwong (Nanga-Eboko)
Pour les articles homonymes, voir Biwong.
Biwong est une localité de la région du Centre au Cameroun, localisée dans la commune de Nanga-Eboko et le département de la Haute-Sanaga.

## Population
En 1963, Biwong comptait 131 habitants, principalement des Badjia.
Lors du recensement de 2005, ce nombre s'élevait à 34.